# Grigori Kromanov
Grigori Kromanov (Tallinn, 8 maart 1926 - Lahe, 18 juli 1984) was een Estische theater- en filmregisseur en was van 1961 tot 1981 directeur van het staatsfilmbedrijf Tallinnfilm. Zijn bekendste films zijn Viimne reliikvia, de best bezochte Estische film aller tijden, en de Estische sciencefiction klassieker "Hukkunud Alpinisti" hotell.